# Richard Hurndall
Richard Gibbon Hurndal (Darlington, 3 novembre 1910 – Londra, 13 aprile 1984) è stato un attore britannico.

## Carriera

### BBC radio
Hurndall nacque a Darlington e frequentò la Claremont Preparatory School, e poi lo Scarborough College, prima di studiare recitazione presso la Royal Academy of Dramatic Arts. Successivamente apparve in vari spettacoli teatrali a Stratford-upon-Avon. Hurndall recitò in vari drammi radiofonici della BBC dal 1949 al 1952. Nel 1959, interpretò Sherlock Holmes nell'adattamento in cinque parti de Il segno dei quattro. Continuò a recitare alla BBC radio fino al 1980 circa, spesso come protagonista.

### Radio Luxembourg
Nel 1958 divenne il terzo conduttore del programma di Radio Luxembourg intitolato This I Believe.

### Televisione
Hurndall apparve in numerosi sceneggiati radiofonici, film e serie televisive nel corso della sua lunga carriera. Egli partecipò a Someone at the Door, una trasmissione in diretta del 1949, che vide la presenza anche di Patrick Troughton (futuro Secondo Dottore in Doctor Who). Altri show televisivi dell'epoca ai quali prese parte furono Agente speciale, Attenti a quei due, Blake's 7, Whodunnit! e L'asso della Manica. Interpretò il gangster londinese Mackelson nella serie Spindoe del 1968 e l'anno successivo Jason Fowler nelle serie finali di The Power Game. Apparve nella sitcom Steptoe and Son nel 1970 nella parte di Timothy, un antiquario gay, in un episodio della quinta stagione della serie. Nel 1980 fu Lord Montdore in Love in a Cold Climate.

### Doctor Who
Nel 1983, per celebrare il ventesimo anniversario della serie televisiva di fantascienza della BBC Doctor Who, il produttore John Nathan-Turner pianificò un evento speciale, The Five Doctors, un episodio di 90 minuti per riunire insieme i cinque attori che avevano fino a quel momento interpretato il ruolo del Dottore. William Hartnell, l'attore originale del Dottore, era morto nel 1975. Hurndall alla fine ottenne il ruolo del Primo Dottore, interpretandolo come scorbutico e di temperamento, ma in qualche modo più saggio dei suoi successori. Il suo casting nel ruolo venne approvato dalla vedova di Hartnell, Heather. Quando Tom Baker, che ha interpretato il Quarto Dottore, ha rifiutato di apparire nel programma, il ruolo di Hurndall è stato leggermente ampliato per fare in modo che il Primo Dottore partecipasse maggiormente all'azione.

## Morte
Nell'aprile del 1984, Hurndall morì di infarto a 73 anni a Londra, a meno di cinque mesi dalla prima trasmissione di The Five Doctors. Molte fonti, tra cui l'autobiografia di Elisabeth Sladen, affermano che egli morì prima di essere pagato per il ruolo.

## Filmografia parziale

### Cinema
- Joanna, regia di Michael Sarne (1968)
- Hostile Witness, regia di Ray Milland (1969)
- Zeppelin, regia di Étienne Périer (1971)
- La vera storia del dottor Jekyll (I, Monster) (1971)
- Peccato d'amore (Lady Caroline Lamb) (1972)
- Royal Flash - L'eroico fifone (Royal Flash) (1975)
- Il principe e il povero (Crossed Swords) (1977)

### Televisione
- Someone at the Door - film TV (1949)
- Agente speciale (The Avengers) - serie TV
- Attenti a quei due (The Persuaders!) – serie TV, episodio 1x03 (1971)
- Gli invincibili (The Protectors) – serie TV, episodio 2x21 (1974)
- Blake's 7
- Whodunnit!
- The Plane Makers/The Power Game
- Spindoe (1968)
- L'asso della Manica (Bergerac) - serie TV
- Doctor Who - 1 episodio speciale (The Five Doctors - 1983)